# Unión del Pueblo Canario
Unión del Pueblo Canario (UPC) fou una coalició de partits polítics comunistes, independentistes i nacionalistes d'esquerres de les Illes Canàries que existí entre finals dels anys 70 i principis dels 80.

## Organitzacions que formaven UPC
- Partido Comunista Canario-provisional (PCC(p)). Més tard s'anomenaria Partido de la Revolución Canaria (PRC)
- Células Comunistas
- Partido de Unificación Comunista de Canarias (PUCC). Més tard s'anomenaria Movimiento de Izquierda Revolucionaria del Archipiélago Canario (MIRAC)
- Asamblea Canaria
- Partido Socialista de Canarias (escissió del Partido Socialista Popular quan s'integrà en el PSOE)

## Història
A les eleccions generals de 1977 es presentà en la província de Las Palmas una coalició entre Células Comunistas i Partido Comunista Canario-provisional (PCC(p)), sota el nom de Pueblo Canario Unido (PCU). Esdevingueren la tercera força política més votada a la ciutat de Las Palmas de Gran Canaria.
Després de l'experiència del PCU, el projecte s'amplià, afegint-s'hi altres organitzacions com el Partido de Unificación Comunista Canario (que s'havia presentat en coalició amb altres partits menors a la província de Santa Cruz de Tenerife, sense obtenir el suport electoral que el PCU va obtenir a Las Palmas) i algunes organitzacions socialistes autonomistes. D'aquesta manera es formà Unión del Pueblo Canario.
A les eleccions municipals de 1979 UPC aconseguí l'alcaldia de Las Palmas de Gran Canaria, amb Manuel Bermejo; i, a les generals, Fernando Sagaseta fou elegit diputat com ho mostra aquesta taula. Esdevingué la tercera força política de les Illes Canàries. Però a les eleccions al Parlament de Canàries de 1983 només va obtenir el 8,48% dels vots i dos escons.
En un intent d'aglutinar més forces polítiques, UPC va anar moderant els seus plantejaments i, alhora, tractà de deixar de banda els militants de base independentistes. Això provocaria friccions i enfrontaments interns que provocarien la dissolució de la coalició.

## Formacions polítiques sorgides a la dissolució d'UPC
- Células Comunistas passà a formar part del Partido Comunista de los Pueblos de España
- El Partido de la Revolución Canaria integrà junt al Partido Comunista de España la coalició Izquierda Canaria Unida (ICU). Sectors de l'antic Partido Comunista Canario (provisional) s'escindiren i formaren agrupacions polítiques menors que posteriorment formaran part de Frepic-Awañak.
- El Movimiento de Izquierda Revolucionaria del Archipiélago Canario conservà aquesta denominació durant un temps. Posteriorment donà pas a Unión de Nacionalistas de Izquierda (UNI).